# Piero Bigongiari
Piero Bigongiari (Navacchio, 15 ottobre 1914 – Firenze, 7 ottobre 1997) è stato un poeta, critico letterario e italianista italiano.
Laureatosi nel 1936 presso l'Università di Firenze con una tesi su Leopardi discussa con il professor Attilio Momigliano, ha poi insegnato storia della letteratura italiana moderna e contemporanea nella stessa Università dal 1965 al 1989.
È considerato uno degli autori che furono alla base dell'"avanguardia non codificata", come lui stesso definiva l'ermetismo. Con i poeti Luzi e Parronchi costituì quella che Carlo Bo definì la "triade dei poeti ermetici toscani".
Come esponente austero e rigoroso dell'ermetismo purista, ne accentuò la tendenza metafisica con una trattazione predominante del tema dell'assenza, accompagnata da un forte anelito religioso. In un secondo tempo, indicativamente dai primi anni settanta, la sua poesia raggiunse maggiore consapevolezza ed equilibrio tra il richiamo della realtà e la sua trasfigurazione simbolica.

## Biografia

### La giovinezza
Piero Bigongiari nacque il 15 ottobre 1914 a Navacchio, in provincia di Pisa, dove la sua famiglia si era trasferita nel 1911 da Livorno. Era il quarto dei cinque figli di Alfredo Bigongiari, ferroviere, e di Elvira Noccioli.
Negli anni successivi, a causa del lavoro del padre, i Bigongiari si trasferirono prima a Pescia e poi, nel 1925, a Pistoia, dove abitarono prima nella centrale Via del Vento e successivamente (dal 1932) in una palazzina adiacente allo scalo merci della stazione ferroviaria.
A Pistoia, Piero frequentò il Liceo Classico presso l'Istituto "Niccolò Forteguerri" dove, tra i suoi insegnanti, ebbe Vieri Nannetti. Dopo aver conseguito il diploma, si iscrisse alla Facoltà di Lettere presso l'Università di Firenze, dove fece amicizia con altri studenti che daranno poi vita, insieme a lui, alla cosiddetta "generazione dell'ermetismo" : Leone Traverso, Mario Luzi, Carlo Bo, Oreste Macrì, Alessandro Parronchi, Romano Bilenchi, Vasco Pratolini e Alfonso Gatto.
A Pistoia conobbe Roberto Carifi: vivevano a pochi metri di distanza ed ebbero importanti momenti di scambio intellettuale.
Nel 1936 si laureò con il professor Attilio Momigliano, discutendo una tesi su Leopardi, "L'elaborazione della lirica leopardiana", pubblicata pochi mesi dopo dall'editore Le Monnier.

### L'inizio della carriera letteraria
Tra il 1937 e il 1938, conobbe e divenne grande amico di alcuni dei maggiori esponenti della cultura italiana dell'epoca, tra i quali Eugenio Montale, Carlo Emilio Gadda, Elio Vittorini e Tommaso Landolfi. Negli stessi anni iniziò a collaborare ad alcune delle più significative riviste letterarie italiane del XX secolo, Il Frontespizio,  Letteratura, che era l'ideale continuazione dell'esperienza di Solaria, e Campo di Marte, quasi un organo ufficiale dell'ermetismo fiorentino nel suo periodo di massima fioritura.

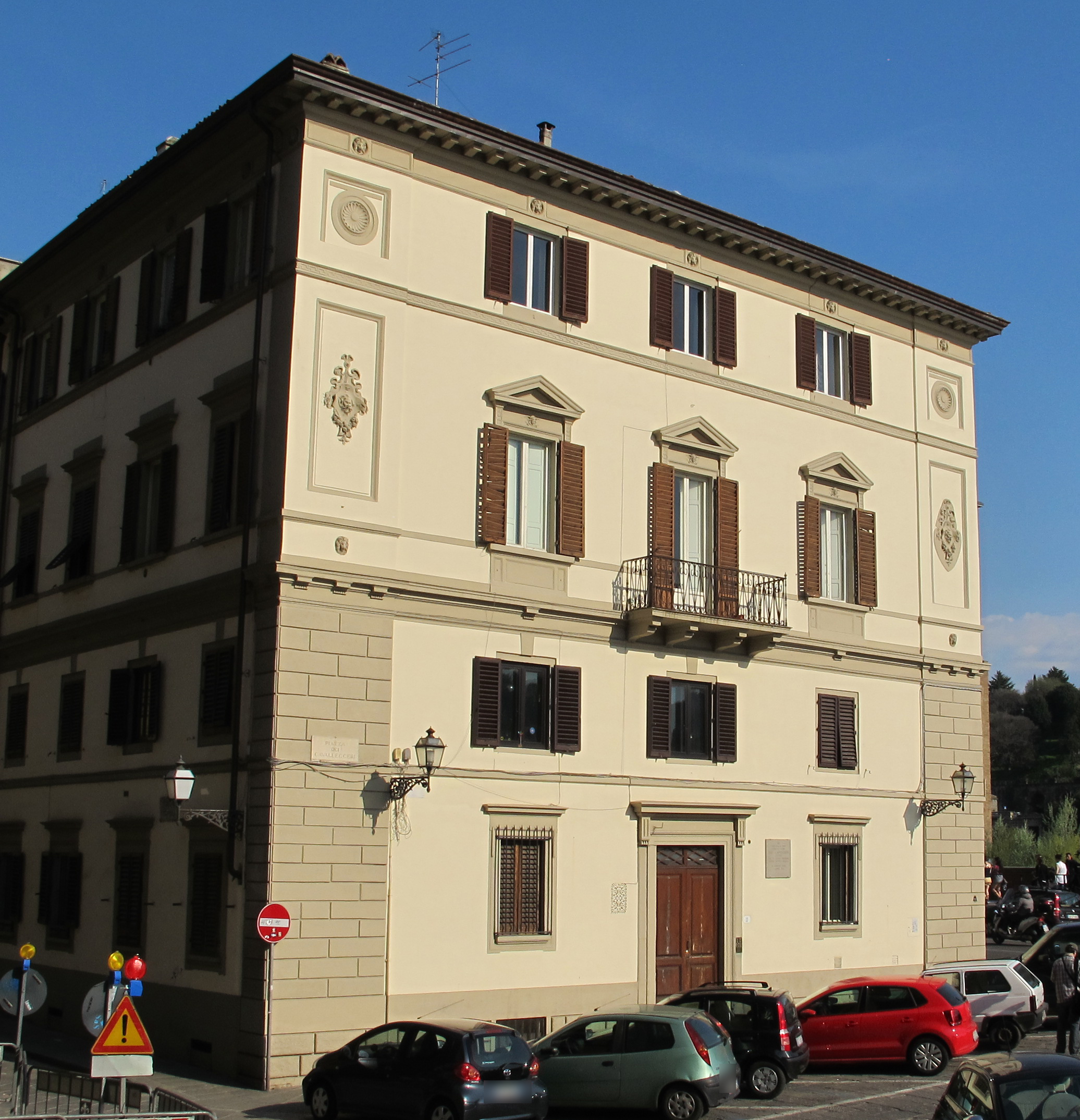
Casa Bigongiari in Piazza dei Cavalleggeri 2, a Firenze (Foto Sailko)

Nel 1941 Bigongiari sposò Donatella Carena, figlia del pittore Felice Carena, e si trasferì a Firenze, in Piazza dei Cavalleggeri 2, zona Santa Croce, dove vivrà fino alla morte. Ebbero un figlio, Lorenzo, ma il matrimonio naufragò quasi subito e si arrivò addirittura alla dichiarazione di nullità.
Nel 1942 pubblicò il suo primo volume di poesie, "La figlia di Babilonia". Nello stesso anno ebbe inizio la sua amicizia con Giuseppe Ungaretti, solitamente considerato l'ispiratore e il primo vero poeta dell'ermetismo.
Nel 1947 conobbe e ospitò nella sua casa in Piazza dei Cavalleggeri il poeta gallese Dylan Thomas, di cui tradusse anche alcune poesie.
Nel 1948 conobbe Elena Ajazzi Mancini, la donna che diventerà la sua seconda moglie e dalla quale avrà un secondo figlio, Luca, nato nel 1952. Con Elena il poeta condivise, fino agli ultimi giorni, l'esistenza, le amicizie e le passioni, soprattutto quelle per l'arte (in particolare per il "Seicento fiorentino", di cui furono grandi collezionisti e di cui Bigongiari fu anche esperto critico) e per la cultura francese.
Negli anni cinquanta iniziò la collaborazione ai programmi radiofonici della RAI "L'Approdo" e "L'Approdo letterario" e, su invito dell'amico Romano Bilenchi, iniziò a fornire il suo contributo ai quotidiani Il Nuovo Corriere e, in un secondo momento, La Nazione. Nel 1951 iniziò la traduzione e la cura dell'opera completa di Joseph Conrad (che completerà nel 1966, in ventiquattro volumi) e diventò redattore della rivista Paragone, appena fondata dallo storico dell'arte Roberto Longhi (incarico che manterrà per circa dieci anni e che abbandonerà nel 1960 in polemica con Giorgio Bassani).
Benché si definisse «un sedentario che si sposta», Bigongiari, soprattutto nei primi anni cinquanta, compì una serie di viaggi in Francia e in Medio Oriente, e lunghi soggiorni in Grecia e in Egitto con l'amico Giovanni Battista Angioletti, e con il giornalista Sergio Zavoli, traendone suggestivi reportage, poi pubblicati con i titoli "Testimone in Grecia" (1954) e "Testimone in Egitto" (1958).
Nel 1952 uscì il suo secondo libro di versi "Rogo", seguito tre anni dopo da "Il corvo bianco" (1955) e, dopo altri tre anni, da "Le mura di Pistoia" (1958). Sulla rivista La Palatina comparve il suo primo importante saggio d'arte contemporanea, su Jackson Pollock.

### La maturità e l'ultimo periodo
Nel 1965 vinse il concorso per la cattedra universitaria in Letteratura italiana moderna e contemporanea e cominciò a insegnare alla Facoltà di Magistero dell'Università di Firenze, incarico che mantenne fino al 1989. Nel 1977 dette vita alla rivista di "studi e testi" Paradigma, pubblicata internamente alla Facoltà di Magistero, chiamando a collaborarvi i suoi assistenti e allievi dell'Istituto di Letteratura italiana moderna e contemporanea.
Dal punto di vista dell'attività letteraria, il periodo che va dai primi anni sessanta fino alla sua morte, vide Bigongiari impegnato in un'incessante ed eterogenea produzione, che mette in luce la molteplicità dei suoi interessi e la sua versatilità.
Tra le principali opere poetiche di questo periodo si segnalano le raccolte "La torre di Arnolfo" (1964), "Antimateria" (1972), "Moses" (1979), "Col dito in terra" (1986), "Diario americano" (1987), "Nel delta del poema" (1989), "La legge e la leggenda" (1992). Nel 1985 pubblicò anche la selezione antologica "Autoritratto poetico". Nel 1994, a cura di Paolo Fabrizio Iacuzzi fu pubblicato il primo volume (poesie del 1933-1963) della raccolta antologica  'Tutte le poesie' , ed insieme la raccolta inedita degli anni 1933-1942, con il titolo "L'arca". Come ultime opere poetiche di Bigongiari sono da considerare le due raccolte "Dove finiscono le tracce" e "Nel giardino di Armida" (entrambe uscite nel 1996).

Da sx a dx: Piero Bigongiari, Oreste Macrì, Claudio Varese, Gino Gerola, Geno Pampaloni e Alessandro Parronchi, (Firenze 1987)

L'attività poetica fu sempre affiancata da quella di traduttore, che riguardò testi di Rainer Maria Rilke, dei francesi René Char e Francis Ponge ("Poesia francese del Novecento", 1968), oltre ai già citati Joseph Conrad e Dylan Thomas. Fu anche autore di importanti studi critici, tra i quali "Poesia italiana del Novecento" (1960), "Leopardi" (1962), in cui riunì tutti i suoi saggi scritti fino a quel momento sul poeta di Recanati, "La poesia come funzione simbolica del linguaggio" (1972), "Visibile invisibile" (1985) e "L'evento immobile" (1987).
Collezionista e studioso di pittura, nel 1975 pubblicò il testo d'arte "Il Seicento fiorentino". I suoi numerosi saggi brevi su temi artistici furono riuniti nel 1980 in "Dal Barocco all'Informale", che è la testimonianza del suo costante interesse per la pittura contemporanea (da Paul Klee a Giorgio Morandi, da Max Ernst a Ennio Morlotti, da Jackson Pollock a Balthus).
Piero Bigongiari, colpito da un male incurabile, morì all'ospedale di Careggi, a Firenze, il 7 ottobre 1997, all'età di 83 anni.
La vedova Elena Ajazzi Mancini donò, con lascito testamentario alla sua morte, la biblioteca (oltre 6.000 volumi) alla Biblioteca San Giorgio di Pistoia, dove la maggior parte dei volumi sono conservati in una saletta intitolata al poeta.

Sempre a Pistoia, presso i Musei dell'Antico Palazzo dei Vescovi, è conservata la collezione dei quadri del Seicento Fiorentino, messa insieme negli anni dai coniugi Bigongiari e acquisita dalla Cassa di Risparmio di Pistoia e della Lucchesia alla morte della signora Ajazzi Mancini.
(Roberto Carifi)

## Archivio
Il fondo Piero Bigongiari è stato donato nel 2007 alla Biblioteca San Giorgio di Pistoia in base alle disposizioni testamentarie di Elena Ajazzi Mancini, vedova di Piero Bigongiari. Il versamento è stato curato da Paolo Fabrizio Iacuzzi, curatore delle opere di Bigongiari, che si è occupato anche dell'ordinamento del fondo e ha redatto un Inventario topografico. L'archivio contiene materiale relativo a Bigongiari poeta, traduttore e narratore, traduttore e scrittore: autografi, dattiloscritti, minute, materiali preparatori, bozze manoscritte e dattiloscritte, fogli volanti, pubblicazioni in riviste ed opuscoli, suddivisi a seconda dei libri pubblicati e in cartolari cronologici di inediti dal 1972 al 1997.

## Opere
Poesie
- La figlia di Babilonia, Parenti, Firenze, 1942
- Rogo, Ed. della Meridiana, Milano, 1952
- Il corvo bianco, Ed. della Meridiana, Milano, 1955
- Le mura di Pistoia (1955-1958), Mondadori, Milano, 1958
- Il caso e il caos, Ediz. Salentina, Lecce, 1960
- Antimateria, Mondadori, Milano, 1972
- Moses, Mondadori, Milano, 1979
- Autoritratto poetico, Sansoni, Firenze, 1985
- Col dito in terra, Mondadori, Milano, 1986
- Diario americano, Amadeus, Montebelluna, 1987
- Nel delta del poema, Mondadori, Milano, 1989
- La legge e la leggenda, Mondadori, Milano, 1992
- L'arca, Le Lettere, Firenze, 1994
- Dove finiscono le tracce (1984-1996), Le Lettere, Firenze, 1996
- Nel giardino di Armida, Le Lettere, Firenze, 1996
- Tra splendore e incandescenza, Pezzini Editore, Viareggio 1996

Saggi
- L'elaborazione della lirica leopardiana, Le Monnier, Firenze, 1937
- Il senso della lirica italiana e altri studi, Sansoni, Firenze, 1952
- Poesia italiana del Novecento, Vallecchi, Firenze, 1960
- Leopardi, Vallecchi, Firenze, 1962
- Torre di Arnolfo, Mondadori, Milano, 1964
- Capitoli di una storia della poesia italiana, Ediz. Felice Le Monnier, Firenze, 1968
- La poesia come funzione simbolica del linguaggio, Rizzoli, Milano, 1972
- Visibile invisibile, Sansoni, Firenze, 1985
- L'evento immobile, Jaca Book, Milano, 1987
- Studi, La Finestra editrice, Lavis, 2003
- Poesia francese del Novecento, La Finestra editrice, Lavis, 2005

Prose
- Testimone in Grecia, in collaborazione con G. B. Angioletti, ERI Edizioni, Torino, 1954
- Testimone in Egitto, in collaborazione con G. B. Angioletti, Sansoni, Firenze, 1958
- La donna miriade, Con il testo inedito La capra, a c. di R. Donati, La Finestra editrice, Lavis, 2007

Traduzioni
- Il vento d'ottobre (da Alcmane a Dylan Thomas) , Mondadori, Milano, 1961
- Opera completa di Joseph Conrad, Bompiani, Milano 1951-1966

Testi d'arte
- Il Seicento fiorentino, Rizzoli, Milano, 1975
- Dal Barocco all'Informale, Cappelli, Bologna, 1980

## Riconoscimenti
- Accademico d’Onore all'Accademia delle Arti del Disegno.[17]
- Nel 1986 lo scrittore ha vinto il Premio Dessì per la poesia.[18]